# Аньси
Аньси́ (кит. упр. 安溪, пиньинь Ānxī) — уезд городского округа Цюаньчжоу провинции Фуцзянь (КНР).

## История
В эпоху Пяти династий и десяти царств в 955 году, когда эти земли находились в составе государства Поздняя Чжоу, из уезда Наньань был выделен уезд Цинси (清溪县). Во времена империи Сун он был в 1211 году переименован в Аньси.
После образования КНР в 1949 году был создан Специальный район Цюаньчжоу (泉州专区), и уезд вошёл в его состав. В 1955 году Специальный район Цюаньчжоу был переименован в Специальный район Цзиньцзян (晋江专区). В 1971 году Специальный район Цзиньцзян был переименован в Округ Цзиньцзян (晋江地区).
Постановлением Госсовета КНР от 14 мая 1985 года округ Цзиньцзян был преобразован в городской округ Цюаньчжоу.

## Административное деление
Уезд делится на 13 посёлков и 11 волостей.

## Экономика
Аньси известен как место производства чая сорта тегуаньинь.